# Elizabeth Duval
Elizabeth Duval (Alcalá de Henares, 25 de agosto de 2000) es una escritora, ensayista, crítica y activista por los derechos de las personas trans española.
Tras adquirir popularidad en redes sociales y medios, publicó el poema Excepción y la novela Reina (ambos de 2020) y se convirtió en una voz prominente en defensa de los derechos trans en el contexto de los debates en torno a la Ley trans española. Sobre este tema editó el ensayo Después de lo trans (2021), traducido al alemán. En los años siguientes publicó obras como la novela Madrid será la tumba  (2021) y el ensayo Melancolía (2023). Entre 2024 y 2025 fue secretaria de Comunicación de Sumar.

## Biografía
Nacida en Alcalá de Henares, posteriormente pasó seis años de su infancia en Plasencia. Elizabeth Duval es licenciada en Filosofía por la Universidad de París 1 Panthéon-Sorbonne y Filología francesa por la Universidad Sorbona Nueva-París 3. Fue defensora de la reforma de la llamada Ley Trans en España. En 2017 fue portada de la revista El País de las Tentaciones, entrevistada junto a Topacio Fresh y Valeria Vegas en un reportaje titulado El futuro es trans. En 2021 fue galardonada con el Premio Icon Agitación Cultural de la revista de moda Icon de El País. En 2022, condujo el podcasts de entrevistas La noria para la plataforma Podimo, con invitados como Nacho Vigalondo, Nerea Pérez de las Heras o Juan Manuel de Prada.
Asumió la secretaría de Igualdad del Sindicato de Periodistas de Madrid en mayo de 2023 hasta su dimisión al ser nombrada portavoz de Feminismo, Igualdad y Libertades LGTBIQ+ de la campaña de la coalición de izquierdas Sumar para las elecciones generales de julio. En 2024 fue como número siete de la candidatura de Yolanda Díaz al Grupo de Coordinación de Sumar, saliendo elegida en su primera asamblea. Fue coordinadora de Comunicación de Sumar y dirigente de la gestora del partido hasta marzo de 2025, cuando abandonó el partido después de comprobar "las limitaciones de la política institucional y partidista."
Ha sido colaboradora habitual en el programa de RTVE Gen Playz o en Al rojo vivo de La Sexta, y ha participado en otros de actualidad política como El Objetivo, además de escribir para medios como elDiario.es, Público, El País o CTXT.

## Obra

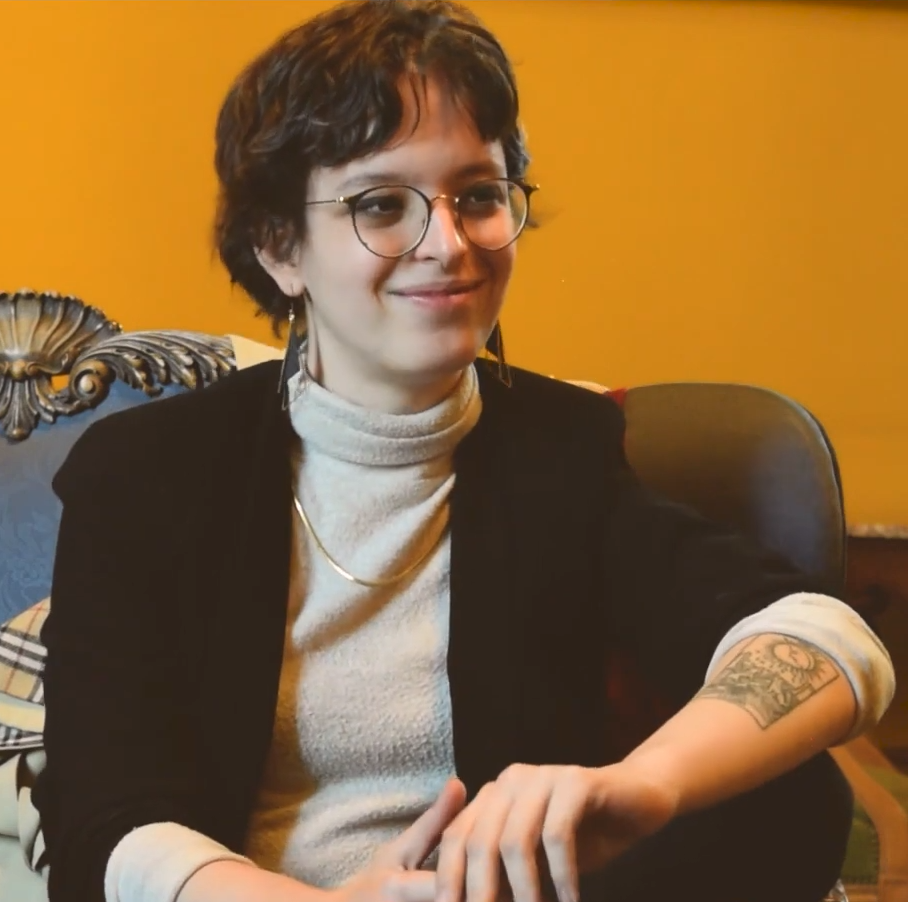
En una entrevista en 2021

Comenzó a publicar en el año 2018, en la antología Cuadernos de Medusa, de la editorial Amor de Madre. En 2019 participó en la antología de relatos de narrativa queer titulada Asalto a Oz. Su primer poemario, titulado Excepción, y su primera novela, Reina, fueron publicados en febrero y marzo de 2020. En 2021 publicó Después de lo trans, un ensayo en torno a la transexualidad y con un posicionamiento de mirar más allá del activismo del movimiento trans hacia otros prismas críticos y políticos. Su obra ha sido traducida al inglés y al alemán, con medios como el Frankfurter Allgemeine Zeitung o Die Tageszeitung calificando Después de lo trans como «un texto fundacional para toda teoría trans futura» o «un ejemplo de pensamiento independiente»,o The Irish Times incluyendo Madrid será la tumba en su lista de mejores novelas de ficción extranjera de 2023.

### Libros publicados
- Excepción: Letraversal, 2020.
- Reina: Caballo de Troya, 2020.[30]
- Después de lo trans. Sexo y género entre la izquierda y lo identitario: La Caja Books, 2021.[31]
  - Traducción alemana: Nach Trans. Sex, Gender und die Linke: Wagenbach Verlag, 2023.[32]
- Madrid será la tumba: Lengua de trapo, 2021.[33]
  - Traducción inglesa: Madrid will be their tomb: Fum d'Estampa Press, 2023.[34]
- Melancolía: Planeta, 2023.[35]
- Poserótica: Letraversal, 2023.[36]